# Raków (gromada w powiecie opatowskim)
Raków – dawna gromada, czyli najmniejsza jednostka podziału terytorialnego Polskiej Rzeczypospolitej Ludowej w latach 1954–1972.
Gromady, z gromadzkimi radami narodowymi (GRN) jako organami władzy najniższego stopnia na wsi, funkcjonowały od reformy reorganizującej administrację wiejską przeprowadzonej jesienią 1954 do momentu ich zniesienia z dniem 1 stycznia 1973, tym samym wypierając organizację gminną w latach 1954–1972.
Gromadę Raków z siedzibą GRN w Rakowie utworzono – jako jedną z 8759 gromad na obszarze Polski – w powiecie opatowskim w woj. kieleckim, na mocy uchwały nr 13f/54 WRN w Kielcach z dnia 29 września 1954. W skład jednostki weszły obszary dotychczasowych gromad Dembno, Jamno, Drogowle, Pongowiec i Raków oraz kolonia Ignaców i kolonia Józefów Rakowski z dotychczasowej gromady Rakówka ze zniesionej gminy Rembów w tymże powiecie. Dla gromady ustalono 20 członków gromadzkiej rady narodowej.
29 lutego 1956 z gromady Raków wyłączono oddziały Nr. Nr. 60–64 nadleśnictwa Chmielnik włączając je do gromady Potok w powiecie chmielnickim.
1 stycznia 1969 do gromady Raków przyłączono wsie Bardo i Wola Wąkopna ze zniesionej gromady Bardo.
Gromada przetrwała do końca 1972 roku, czyli do kolejnej reformy gminnej. 1 stycznia 1973 Raków i okolice przeniesiono do powiatu staszowskiego, gdzie stał się ośrodkiem administracyjnym nowo utworzej gminy Raków (obecnie gmina Raków znajduje się w powiecie kieleckim).